# Guarulhos
Guarulhos város Brazíliában, São Paulo államban. São Paulo agglomerációjához tartozik és attól ÉK-re, a São Paulo-Guarulhos nemzetközi repülőtér mellett fekszik.
Lakosainak száma 1 324 781 fő (2015. július 1.).

## Nevezetes szülöttei
- José Alves de Cerqueira César (1835-1911), politikus
- Antônio Rogério Magri (* 1940), miniszter
- Otávio Zanetti Mesquita (* 1959), újságíró
- Tássia Camargo (* 1960), színész
- Marques Batista de Abreu (* 1973), labdarúgó
- Juninho Bill (* 1977), énekes, zenész
- Cristiano Marques Gomes (Cris, * 1977), labdarúgó
- José Mota (* 1979), labdarúgó
- Rubinho (* 1982), labdarúgókapus
- Rafinha (* 1983), labdarúgó
- André Vasco (* 1984), TV-műsorvezető
- Wellington Santos da Silva (* 1985), labdarúgó
- PC Siqueira (* 1986), blogger és illusztrátor
- David Braz de Oliveira Filho (* 1987), labdarúgó
- Jefferson Andrade Siqueira (* 1988), labdarúgó
- Henrique Dourado (* 1989), labdarúgó
- Marcelino Junior Lopes Arruda (* 1989), labdarúgó
- Samuel Nascimento (* 1990), színész, énekes

## Népesség
A település népességének változása:
| Lakosok száma | 1 072 717 | 1 221 979 | 1 324 781 | 1 392 121 | 1 291 771 |
|               | 2000      | 2010      | 2015      | 2020      | 2022      |

## Fordítás
- Ez a szócikk részben vagy egészben  a   Guarulhos című angol Wikipédia-szócikk fordításán alapul.  Az eredeti cikk szerkesztőit annak laptörténete sorolja fel. Ez a jelzés csupán a megfogalmazás eredetét és a szerzői jogokat jelzi, nem szolgál a cikkben szereplő információk forrásmegjelöléseként.
- Ez a szócikk részben vagy egészben  a   Guarulhos című német Wikipédia-szócikk fordításán alapul.  Az eredeti cikk szerkesztőit annak laptörténete sorolja fel. Ez a jelzés csupán a megfogalmazás eredetét és a szerzői jogokat jelzi, nem szolgál a cikkben szereplő információk forrásmegjelöléseként.